# Pycnophallium celebensis
Pycnophallium celebensis är en fjärilsart som beskrevs av Otto Staudinger 1889. Pycnophallium celebensis ingår i släktet Pycnophallium och familjen juvelvingar. Inga underarter finns listade.